# Ojibway Fire Tower
L'Ojibway Fire Tower – également appelée Ojibway Tower ou Mount Ojibway Lookout Tower – est une tour de guet du comté de Keweenaw, dans le Michigan, aux États-Unis. Située sur l'Isle Royale au sommet du mont Ojibway, le long du Greenstone Ridge Trail, elle est protégée au sein du parc national de l'Isle Royale. Elle est inscrite au Registre national des lieux historiques depuis le 6 avril 2021.